# Benjamin Keach
Benjamin Keach (* 29. Februar 1640 in Hammond Stoke, Buckinghamshire; † 18. Juli 1704 in Horselydown, Southwark) war ein englischer baptistischer Evangelist, Pastor, Liederdichter und Autor.

## Leben und Wirken
Keach kam schon als Kind mit Baptisten in Kontakt und nahm mit 15 Jahren deren Glaubensüberzeugungen an. Er wurde von Johannes Russel getauft und trat der Baptistengemeinde in seiner Nachbarschaft bei. Mit 18 Jahren begann er zu predigen, und er arbeitete die nächsten zehn Jahre als Evangelist in England. Als Baptist und somit Nonkonformist musste er auch viel Widerstand, Verfolgung, Lebensgefahr und mehrmals Gefängnis erdulden. So stand er am 8. und 9. Oktober 1664 vor dem öffentlichen Gericht in Aylesbury und später in Winslow, weil er einen Katechismus für Kinder geschrieben hatte. Er wurde deswegen zu Gefängnis verurteilt, weil das Buch nicht den Dogmen der anglikanischen Kirche entsprach.
1668 ließ sich Keach in London nieder und er wurde Pastor einer Kirche, die sich zuerst in Privathäusern und später in Horselydown, Southwark, getroffen hatte. Richard Baxter wurde einer seiner Zuhörer und Schüler, und John Tredwell von Lavingham, ein befreundeter Pfarrer, verteidigte ihn gegen William Burkitt, den Rektor von Dedham. Während seiner Zeit als Pastor schlossen sich immer mehr Personen dieser Kirche an, so dass sie immer wieder erweitert werden musste, und er diente ihr bis zu seinem Tod. Er war der erste Pastor, der den Gemeindegesang bei den Baptisten einführte, pflegte und auch kultivierte. Viele damalige englische Baptistenprediger suchten ihn auf, um sich von ihm beraten zu lassen. Er war auch Initiator vieler baptistischer Versammlungsstätten in England.

## Werke
Keach hat über 40 Schriften verfasst und viele geistliche Lieder aufgeschrieben.
- The Child’s Instructor, or: a New and Easy Primer, 1664
- Gospel Mysteries Unveiled, or: Expositions of the Parables in the Bible, 1671, 1977 und 1991
  - Exposition of the Parables, 1690 und 1991
- War with the Powers of Darkness, 1676
- Tropologia: A Key to Open Scripture Metaphors, 1682 und 1856
- Distressed Sion Relieved, or the Garment of Praise for the Spirit of Heaviness, London 1689
- The Breach Repaired in God’s Worship, or Singing of Psalms, Hymns & Spiritual Songs Proved to Be a Holy Ordinance of Jesus Christ, J. Hancock, London 1691
- Spiritual Melody, 1691
- The Marrow of True Justification, 1692
- A Gold Mine Opened, 1694
- A Feast of Fat Things: Containing Several Scripture Songs and Hymns, 1696
- Spiritual Songs: Being the Marrow of the Scripture, John Marshal, London 1700

### Nach seinem Tod veröffentlicht
- The Progress of Sin, or: the Travels of Ungodliness, 1736
- War with the Devil, or: the Young Man’s Conflict with the Powers of Darkness, 1763
- Keach’s Catechism, or: the Baptist Catechism, 1851
- The Scriptures Superior to All Spiritual Manifestations, 1856
- The Travels of True Godliness, 2010
  - Die Reisen der wahren Gottseligkeit, Halle 1721